# 슐레스비히홀슈타인 바텐메어 국립공원

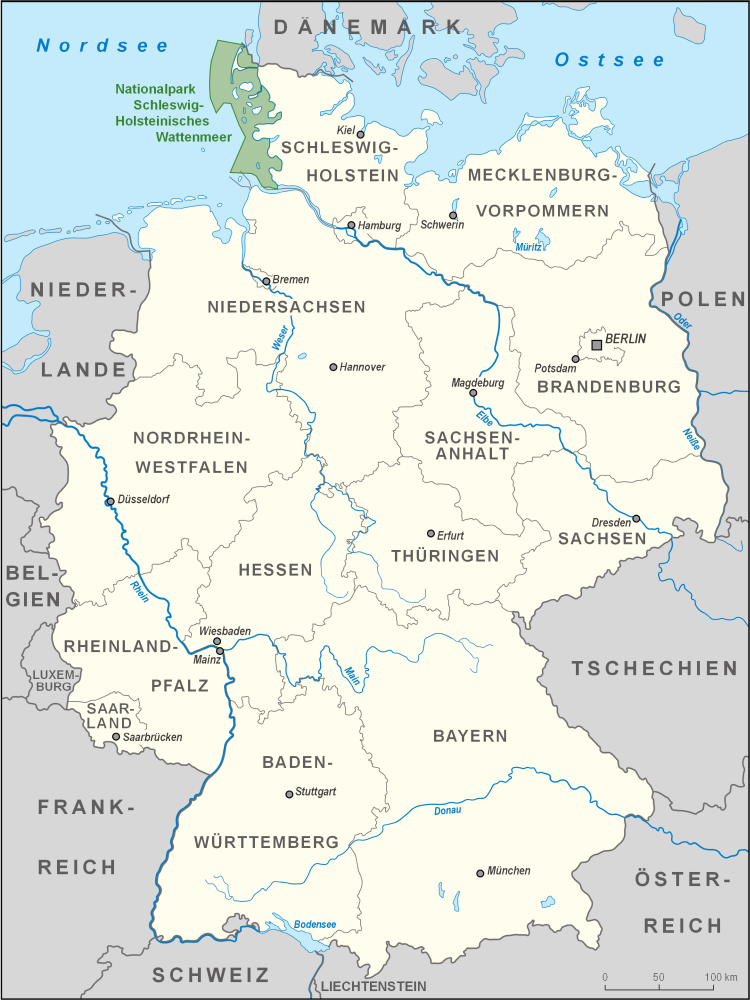
슐레스비히홀슈타인 바텐메어 국립공원은 북해 연안에 있다.

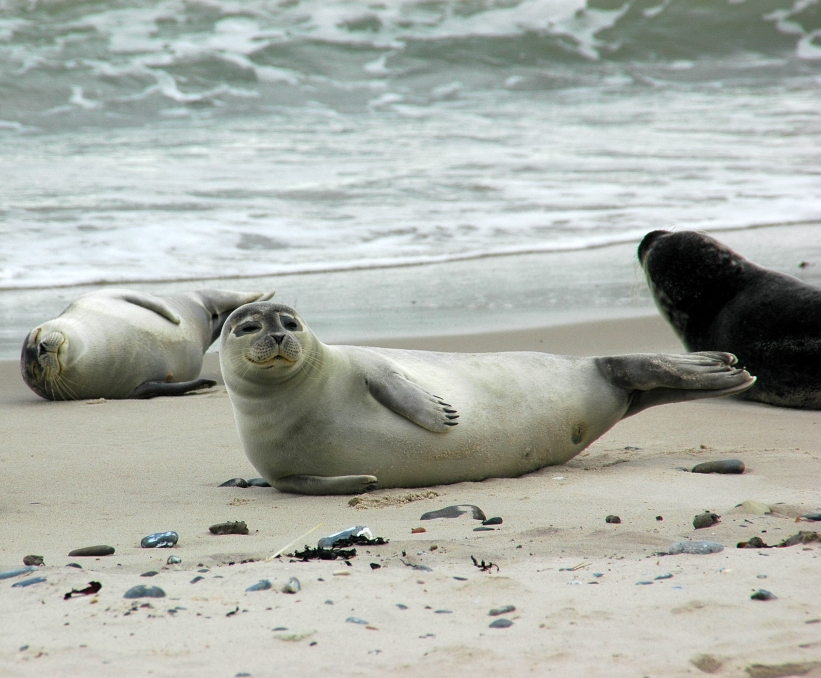
국립공원 내에 서식하는 물개들의 모습.

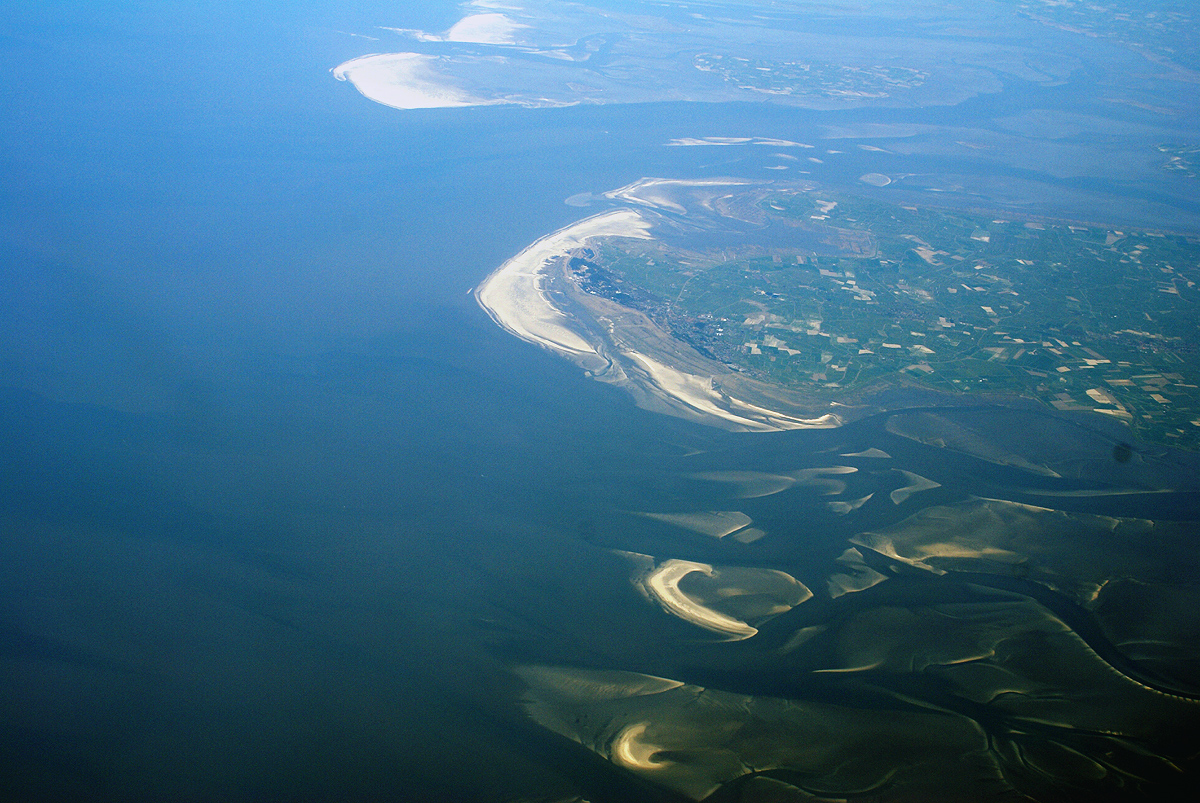
바덴해 북 프리슬란트 제도의 항공사진.

슐레스비히홀슈타인 바텐메어 국립공원 또는 슐레스비히홀슈타인 바덴해 국립공원(독일어: Nationalpark Schleswig-Holsteinisches Wattenmeer)은 독일 슐레스비히홀슈타인 주의 북해 연안에 있는 국립공원이다. 슐레스비히홀슈타인 주의회가 1985년 7월 22일 제정한 국립공원법에 의하여 1985년 10월 1일 설립되었고, 1999년 크게 확장되었다. 니더작센 바텐메어 국립공원, 함부르크 바텐메어 국립공원, 자연보호구역이 아닌 엘베강 하구의 나머지 지역과 함께 북해의 일부인 독일령 바덴해를 이룬다.
슐레스비히홀슈타인 바텐메어 국립공원은 북쪽으로는 독일-덴마크의 해상경계선에서 남쪽으로는 엘베 강 하구에까지 이른다. 여기에는 북 프리슬란트 부근에 있는 독일 최대의 갯벌 지대가 포함된다. 이곳의 갯벌은 최대 너비가 40 km 정도에 이른다. 더 남쪽으로는 거대한 모래둑을 포함한 갯벌 지대가 펼쳐져 있다. 바덴해 전체적으로 흔히 관찰되는 동식물 외에도, 이 국립공원에서는 슐레스비히홀슈타인 주에 특히 많은 쇠돌고래, 황오리, 거머리말 등의 생물이 많이 서식한다.
전체면적이 4410km ²에 이르는 슐레스비히홀슈타인 바텐메어 국립공원은 현재 독일 최대의 국립공원이다. 중부 유럽 전체에서도 최대 규모이다. 면적의 68%는 항상 바다이며, 30%는 간조 때 갯벌이 된다. 지질학적으로 주로 염생습지 (salt marsh)로 구성되어 있다. 1990년에 북 프리슬란트 제도의 "할리히 섬"(Hallig, 만조 때 물에 잠기는 북 프리슬란트 제도의 섬들)들을 포함해 이 국립공원은 유네스코 지정 생물권 보호구역으로 지정되었다. 2009년 6월 26일, 이곳은 독일과 네덜란드의 다른 바덴해 지역과 함께 유네스코 세계유산으로 등재되었다.

## 지리

### 국립공원 지역

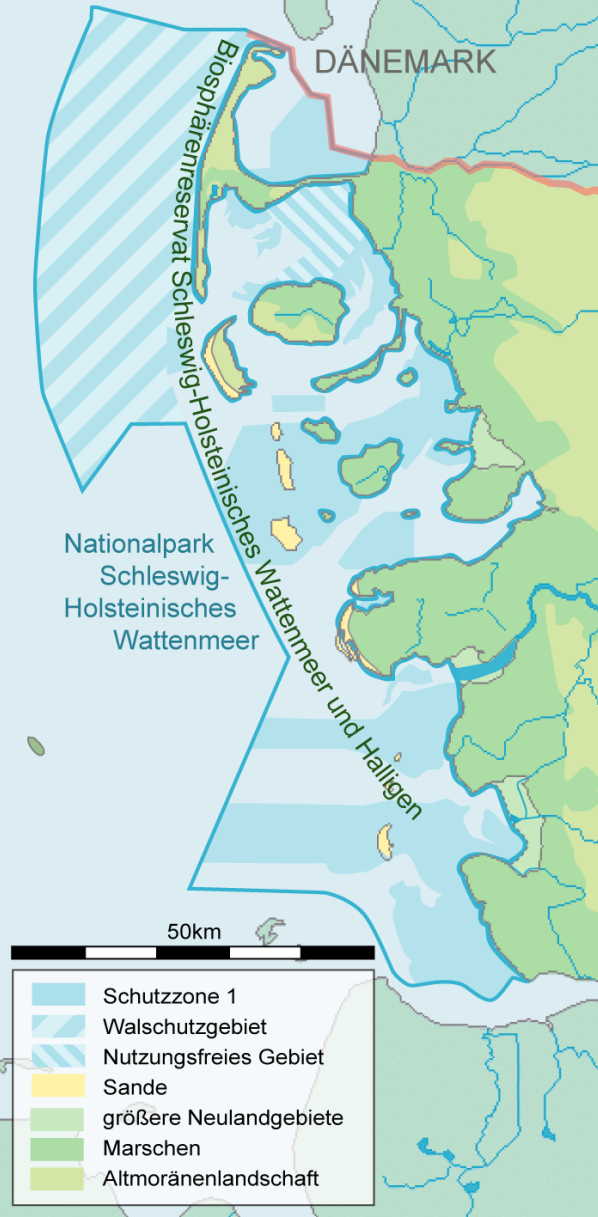
지정보호구역이 표시된 국립공원의 지도

국립공원은 북으로는 독일과 덴마크의 국경 부근인 슐레스비히홀슈타인 주의 북해 연안에서 남으로는 엘베강 하구까지 포함한다. 국립공원의 북부 지역은 북 프리슬란트 제도의 암룸 섬(Amrum) 정도까지 독일 영해의 경계를 따라 12 마일 정도 펼쳐지며, 남부 지역은 3마일 정도의 선을 따라 펼쳐진다. 육지 쪽에서 바라보면 국립공원은 해안선으로부터 150미터 정도 떨어진 바다에 있다. 자연제방과 그 앞의 곶들은 국립공원의 일부가 아니다. 이 때문에 해변은 대체로 보호구역에서 제외되어 있다. 또한 바다 위의 지역 중에서도 사람이 거주하는 곳은 국립공원의 영역이 아닌데, 이런 곳으로는 5개의 독일령 북 프리슬란트 제도의 섬들과 랑게네스(Langeneß), 호게(Hooge), 그뢰데(Gröde), 올란트(Oland), 노르트슈트란디쉬모어(Nordstrandischmoor) 등의 거대한 "할리히" 섬들이 있다. 국립공원의 일부분은 무인도, 할리히 섬, 트리셴(Trischen)과 블라우오르트(Blauort) 같은 모래사장, 북 프리슬란트 해안둑섬 등으로 구성되어 있다. 독일의 자연환경에 따른 지역 분류로는 국립공원은 슐레스비히홀슈타인 습지대 지역 내의 "슐레스비히홀슈타인 바덴해, 섬, 할리히 섬 구역과, 독일만 지역에 속한다.
국립공원은 2개의 구역으로 나눌 수 있다. 북쪽의 덴마크 국경에서부터 아이더슈테트 반도까지는 북 프리슬란트 군 구역이다. 아이더슈테트 남쪽 해안에서 엘베 강 하구까지는 디트마르셴 군 구역이다. 북 프리슬란트 군의 바덴해는 덴마크의 바덴해와 함께 북해의 북 바덴해의 일부이다. 이곳은 북 프리슬란트 제도의 섬들과 "할리히 섬"들에 의해 대양의 나머지 부분과 나뉜다. 섬들은 대부분 본래 유럽 대륙의 일부분이었으나, 홍수로 인해 육지와 갈라지게 되었다. 갯벌과 바다 사이의 경계선은 명확한 편으로, 갯벌 지역은 보호된다. 큰 섬을 기준으로 갯벌은 동쪽에, 바다는 서쪽에 있기 때문이다. 큰 강 하구는 없으며 조수간만의 차는 2미터보다 작아, 상대적으로 크지 않은 편이다. 바덴해 북부에만 빙하기 때 형성된 충적토 절벽이 여전히 남아있는데, 이 때문에 원래 매우 평탄한 지역이어야 하는 이곳의 해안가 지역의 해발고도가 높아졌다.
디트마르셴 군 부분과 엘베강과 아이더강 사이의 아이더슈테트 남쪽 해안은 중앙 바덴해의 일부분을 형성한다. 이곳은 3미터 이상의 조수간만의 차 때문에 섬이 거의 형성되지 않았다. 일부 지역에서는 바다에서 사주가 형성되었으나, 트리셴 섬의 사주만이 해수 친화적 식생들이 자랄 수 있을 정도로 충분히 높고 폭풍 해일에서 안전하다. 남 바덴해에 있는 지질학적으로 유사한 동 프리지아 제도와 달리, 트리셴은 상당히 작고 토양이 오래되지 않은 편이다. 인간 거주자에 의한 섬의 토양 강화 노력은 모두 실패했다. 근처의 몇몇 큰 강의 하구가 있어 중앙 바덴해의 염분은 바덴해의 나머지 지역보다 낮고 변동이 심한 편이다.

### 국립공원의 보호구역
국립공원은 2개의 보호구역으로 나뉘는데, 보호구역에 따라 보호단계가 다르다. 제1구역은 전체 보호구역 중 핵심지역에 지정되었다. 면적이 162.000 헥타르에 이르는 거대한 제1보호구역은 국립공원 전체 면적의 3분의 1 상당을 차지한다. 각각 조류 세곡과 같은 수면 하의 평평하고 깊고 단단한 지역(하해안지대), 염생습지, 조간대에 해당하는 12개의 큰 단위 공간으로 구성되어 있다. 또한 바다표범해안이나 바닷새종의 부화 군집지, 많은 철새들이 털갈이하는 장소들과 같이 특히 민감한 지역들이나 거의 자연적인 표면구조를 가진 지형학적으로 의미 있는 지역들 주위는 보다 작은 단위 공간으로 나뉜다. 제1구역은 원칙적으로 대중에게 개방되지 않으며, 오직 갯벌 산책객을 위한 해안 인근의 갯벌지역과 안내에 따른 갯벌 산책과 낚시를 위한 길들에만 예외적으로 개방된다.

## 같이 보기
- 슐레스비히홀슈타인 주

## 참고 문헌
- 바덴해 공동사무국 (Common Wadden Sea Secretariat, CWSS) (편저자): Nomination of the Dutch-German Wadden Sea as World Heritage Site. 2008 pdf 파일
- 슐레스비히홀슈타인 바텐메어 국립공원 관리청(Landesamt für den Nationalpark Schleswig-Holsteinisches Wattenmeer) (편저자): Wattenmeermonitoring 2000 – Schriftenreihe des Nationalparks Schleswig-Holsteinisches Wattenmeer, Sonderheft, Tönning 2001
- 슐레스비히홀슈타인 바텐메어 국립공원 관리청(Landesamt für den Nationalpark Schleswig-Holsteinisches Wattenmeer) (편저자): SÖM-Bericht 2008 pdf 파일[깨진 링크(과거 내용 찾기)]
- 슐레스비히홀슈타인 바텐메어 국립공원 관리청(Landesamt für den Nationalpark Schleswig-Holsteinisches Wattenmeer) / 니더작센 바텐메어 국립공원 관리청(Landesamt für den Nationalpark Niedersächsisches Wattenmeer) / 독일환경연방청 (Umweltbundesamt) (편저자): Umweltatlas Wattenmeer. Bd. 1 (Nordfriesisches und Dithmarscher Wattenmeer), Verlag Ulmer, Stuttgart, ISBN 3-8001-3492-6
- 슐레스비히홀슈타인 주 농업, 환경보호, 농촌공간부 (Ministerium für Landwirtschaft, Umweltschutz und Ländliche Räume des Landes Schleswig-Holstein, MLUL) (편저자): Bericht zur Überprüfung des Biosphärenreservats Schleswig-Holsteinisches Wattenmeer und Halligen durch die UNESCO. Berichtszeitraum 1990 bis 2005. Juni 2005 pdf 파일[깨진 링크(과거 내용 찾기)]
- 디르크 레글러(Dirk Legler): Die Organisation deutscher Nationalparkverwaltungen. Nomos, Baden-Baden 2006, ISBN 3-8329-1978-3
- 마틴 슈톡(Martin Stock) 외 : Salzwiesen an der Westküste von Schleswig-Holstein 1986–2001. Boyens Buchverlag, Heide 2005, ISBN 3-8042-0703-0

다큐멘터리
- "바텐메어 국립공원에서 (Im Nationalpark Wattenmeer)": 45분 분량의 독일 다큐멘터리, 1998년, 감독: 옌스-우베 하인스(Jens-Uwe Heins), 미하엘 주토르(Michael Sutor), 제작사: Komplett-Media-GmbH, Grünwald (ISBN 3-89672-492-4), Brief description, 방송사: ARD